# الحرف (محافظة رنية)
الحرف قرية سعودية، تتبع محافظة رنية بمنطقة مكة المكرمة. تقع شرق مدينة الطائف بمسافة نحو () كم.